# Courant du Portugal

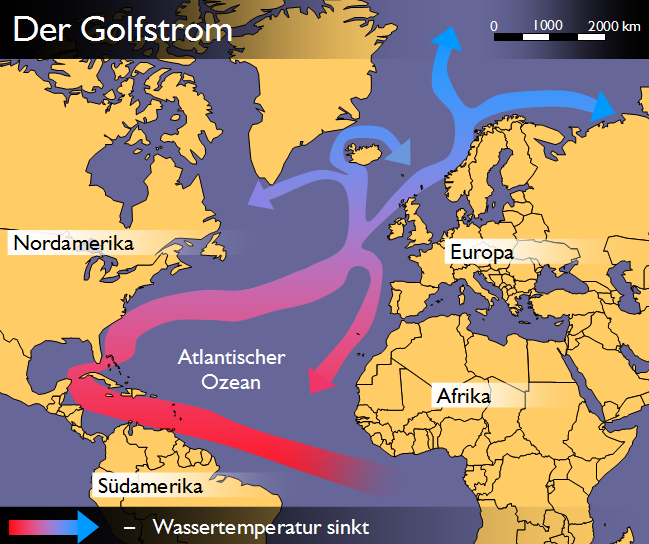
Schéma de la dérive nord atlantique et du courant du Portugal.

Le courant du Portugal est un courant marin d'eau chaude partant de la dérive nord atlantique jusqu'aux côtes du Portugal via un axe sud-est.